# 주스 목록
다음은 주스 목록이다.
- 에이드
- 알로에 베라
- 사과 주스
- 아보카도
- 비트 (뿌리)
- 블랙커런트
- 캔털루프
- 당근 주스
- 셀러리
- 체리 주스
- 클램 주스
- 크랜베리 주스
- 코코넛워터
- 코코넛 밀크
- 오이 주스
- 민들레 그린주스
- 드래곤프루트 주스
- 포도 주스
- 그레이프프루트 주스
- 구아바 주스
- 허니듀 주스
- 카피르라임 주스
- 키위프루트 주스
- 레몬 주스
- 라임에이드
- 리치 주스
- 망고 주스
- 멜론 주스
- 머스트
- 오렌지 주스
- 파파야 주스
- 파슬리 주스
- 파인애플 주스
- 석류 주스
- 시금치
- 딸기
- 사탕수수즙
- 토마토 주스
- 순무 주스
- 채즙
- 물냉이 주스
- 밀싹 주스

## 같이 보기
- 부가물 맥주
- 주스
- 착즙기